# Pilatuslitteratur
Pilatuslitteratur är en typ av litteratur med gamla anor inom kristna litteraturen där Pontius Pilatus uppträder som vittne om Jesu oskuld och anklagare mot judarna.
Före 200 omtalar Tertullianus en rapport från Pontius Pilatus till kejsar Tiberius. Ett brev, Epistula Pilati från Pontius Pilatus till Claudius finns införlivat med de så kallade Petrus- och Paulusakterna. Redan mycket tidigt fabricerades även hedniska Pilatusakter som framställde Jesus i ogynnsam dager. En längre berättelse om Jesu process, död, uppståndelse och färd till dödsriket Nikodemusevangeliet (Acta eller Gesta Pilati) författades på 400-talet. Pilatuslitteraturen fortsatte långt in i medeltiden med skrifter som Anaphora Pilati, Paradosis Pilati med flera.